# شمارش کامل خون
شمارش کامل خون (به انگلیسی: Complete Blood Count) یا هموگرام که در اصطلاح پزشکی به آن CBC می‌گویند، آزمایشی است که اطلاعات کلّی دربارهٔ سلول‌های خونی فرد ارائه می‌دهد، هموگرام تعداد گلبول‌های سفید خون، گلبول‌های قرمز خون، پلاکت‌ها، غلظت هموگلوبین و هماتوکریت (درصد حجم گلبول‌های قرمز خون) را اندازه می‌گیرد. آزمایش شمارش خون ممکن است شاخص گلبول‌های قرمز، که نشان‌دهنده اندازه متوسط و محتوای هموگلوبین گلبول‌های قرمز هستند، و میزان انواع مختلف گلبول‌های سفید که به صورت جداگانه شمارش می‌شود، نیز اندازه‌گیری شود.
CBC اغلب به عنوان بخشی از ارزیابی پزشکی انجام می‌شود و می‌تواند برای نظارت بر سلامت یا تشخیص بیماری‌ها استفاده شود. نتایج با محدوده مرجع، که با جنس و سن متفاوت است، مقایسه و تفسیر می‌شوند. شرایطی مانند کم خونی و ترومبوسیتوپنی با نتایج غیرطبیعی شمارش کامل خون تعریف می‌شوند. شاخص‌های گلبول قرمز می‌تواند اطلاعاتی در مورد علت کم خونی فرد مانند کمبود آهن و کمبود ویتامین B12 ارائه دهد و نتایج ارزیابی تعداد انواع گلبول‌های سفید می‌تواند به تشخیص عفونت‌های ویروسی، باکتریایی و انگلی و اختلالات خونی مانند سرطان خون کمک کند. همه نتایج خارج از محدوده مرجع نیاز به مداخله پزشکی ندارند.
CBC با استفاده از تجهیزات اولیه آزمایشگاهی یا یک آنالایزر هماتولوژی خودکار انجام می‌شود که سلول‌ها را می‌شمارد و اطلاعات مربوط به اندازه و ساختار آنها را جمع‌آوری می‌کند. غلظت هموگلوبین اندازه‌گیری می‌شود و شاخص‌های گلبول قرمز از اندازه‌گیری گلبول‌های قرمز و هموگلوبین نیز مشخص می‌گردد. از تست‌های دستی نیز می‌توان برای تأیید مستقل نتایج غیرطبیعی استفاده کرد. تقریباً ۲۵–۱۰ درصد نمونه‌ها نیاز به بررسی دستی دارند، که در آن خون رنگ‌آمیزی می‌شود و زیر میکروسکوپ بررسی می‌گردد تا تطابق نتایج آنالایزر با ظاهر سلولها تأیید شود.

## هدف
خون از یک بخش مایع به نام پلاسما و بخش سلولی که شامل گلبول‌های قرمز، گلبول‌های سفید و پلاکت‌ها است، تشکیل شده‌است. شمارش کامل خون سه جزء سلولی خون را ارزیابی می‌کند. برخی شرایط پزشکی، مانند کم‌خونی یا ترومبوسیتوپنی، با افزایش یا کاهش مشخص در تعداد سلول‌های خونی تعریف می‌شوند. تغییرات در بسیاری از دستگاه‌های بدن می‌تواند بر روی خون تأثیر بگذارد، بنابراین نتایج شمارش کامل خون برای بررسی طیف وسیعی از شرایط مفید هستند. به دلیل مقدار اطلاعاتی که فراهم می‌کند، شمارش کامل خون یکی از متداول‌ترین آزمون‌های آزمایشگاهی پزشکی است.
شمارش کامل خون اغلب برای غربال‌گری بیماری‌ها به عنوان بخشی از یک ارزیابی پزشکی مورد استفاده قرار می‌گیرد. همچنین زمانی که یک ارائه‌دهنده مراقبت‌های بهداشتی مشکوک می‌شود که فردی مبتلا به بیماری است که بر سلول‌های خونی مانند عفونت، اختلال انعقاد خون یا برخی سرطان‌ها تأثیر می‌گذارد. افراد دارای اختلالات خاص که ممکن است باعث نتایج غیرطبیعی آزمایش شوند یا افرادی که تحت درمان‌هایی‌اند که می‌تواند بر تعداد سلول‌های خون تأثیر بگذارد، ممکن است به آزمایش منظم که بر روی سلامت آن‌ها نظارت کند نیاز داشته باشند، و این آزمون اغلب هر روز بر روی افرادی که در بیمارستان بستری می‌شوند انجام می‌شود. نتایج ممکن است نشان‌دهندهٔ نیاز به تزریق خون یا پلاکت باشد.
شمارش کامل خون کاربردهای ویژه‌ای در بسیاری از تخصص‌های پزشکی دارد. این آزمون جهت تشخیص کم‌خونی، اغلب قبل از این انجام می‌شود که فرد تحت عمل جراحی است، تا پزشک اطمینان حاصل کند که سطح پلاکت کافی است، و برای عفونت غربالگری شود، به طوری که بعد از عمل جراحی بتوان خونریزی را کنترل کرد.
در طب اورژانس، شمارش کامل خون برای بررسی علائم متعددی مانند تب، درد شکم و تنگی نفس، و برای ارزیابی خونریزی و تروما مورد استفاده قرار می‌گیرد. شمارش خون در افرادی که تحت شیمی‌درمانی یا پرتودرمانی برای سرطان هستند، باید به دقت تحت نظارت باشد، زیرا این درمان‌ها تولید سلول‌های خونی در مغز استخوان را سرکوب می‌کنند و می‌توانند به شدت سطوح گلبول‌های سفید، پلاکت‌ها و هموگلوبین را پایین بیاورند. CBCهای منظم برای افرادی که برخی از داروهای روان‌پزشکی مانند کلوزاپین و کاربامازپین را مصرف می‌کنند، ضروری هستند، که در موارد نادر می‌توانند علت افت شدید تعداد گلبول‌های سفید خون (‏آگرانولوسیتوز) ‏شود. از آنجا که کم‌خونی در طول بارداری می‌تواند منجر به نتایج خفیفی برای مادر و فرزندش شود، شمارش کامل خون یک بخش معمول مراقبت‌های دوران بارداری است، همچنین در نوزادان تازه متولد شده، یک CBC ممکن است برای بررسی زردی یا شمارش تعداد سلول‌های نابالغ در آزمایش افتراقی گلبول‌های سفید لازم باشد، که می‌تواند نمایش‌دهندهٔ سپتیسمی باشد.
شمارش کامل خون یک ابزار ضروری برای خون‌شناسی است که مطالعهٔ علت، پیش‌آگهی، درمان و جلوگیری از بیماری‌های مربوط به خون است. نتایج شمارش کامل خون و آزمایش اسمیر، عملکرد سیستم خونساز را منعکس می‌کند، یعنی اندام‌ها و بافت‌های درگیر در تولید و پرورش سلول‌های خونی، به ویژه مغز استخوان. برای مثال، شمار کم هر سه نوع سلول (‏پان‌سیتوپنی)‏ می‌تواند نشان دهد که تولید سلول خونی تحت‌تاثیر اختلال مغز استخوان قرار گرفته و آزمایش مغز استخوان می‌تواند علت را بیشتر بررسی کند. سلول‌های غیرطبیعی در اسمیر خون ممکن است نشان‌دهنده لوسمی یا لنفوم حاد باشند، در حالی که تعداد غیرطبیعی نوتروفیل‌ها یا لنفوسیت‌ها، همراه با نشانه‌های بیماری و یافته‌های اسمیر خون، ممکن است ظنّ به اختلال نئوپلاسم بیش‌تکثیری مغز استخوان یا اختلال لنفوپرولیفراتیو را افزایش دهد. بررسی نتایج CBC و اسمیر خون می‌تواند به تشخیص علل کم‌خونی، مانند کمبودهای تغذیه‌ای، اختلالات مغز استخوان، کم‌خونی همولیتیک اکتسابی و شرایط ارثی مانند کم‌خونی داسی‌شکل و تالاسمی کمک کند.
دامنه‌های مرجع برای شمارش کامل خون، دامنهٔ نتایج یافت‌شده در ۹۵٪ از افراد به ظاهر سالم را نشان می‌دهد. طبق تعریف، ۵٪ از نتایج همیشه خارج از این محدوده قرار می‌گیرند، بنابراین برخی از نتایج غیرعادی ممکن است نشان‌دهنده تغییرات طبیعی به جای نشان دادن یک مسئله پزشکی باشند. این امر به ویژه در صورتی محتمل است که چنین نتایجی تنها کمی خارج از محدوده مرجع باشند، اگر با نتایج قبلی سازگار باشند، یا اگر هیچ ناهنجاری مرتبط دیگری توسط شمارش کامل خون نشان داده نشود. هنگامی که آزمایش بر روی یک جمعیت نسبتاً سالم انجام می‌شود، تعداد ناهنجاری‌های بالینی ناچیز ممکن است از تعداد نتایجی که نشان‌دهنده بیماری هستند بیشتر باشد. به همین دلیل، سازمان‌های حرفه‌ای در ایالات‌متحده، بریتانیا و کانادا توصیه می‌کنند از شمارش کامل خون قبل از عمل برای جراحی‌های کم‌خطر در افراد بدون شرایط پزشکی مرتبط، خودداری شود. استفاده مکرر از خون برای آزمایش خون‌شناسی در بیماران بستری می‌تواند به کم‌خونی بیمارستانی بینجامد و ممکن است منجر به تزریق غیر ضروری خون شود.

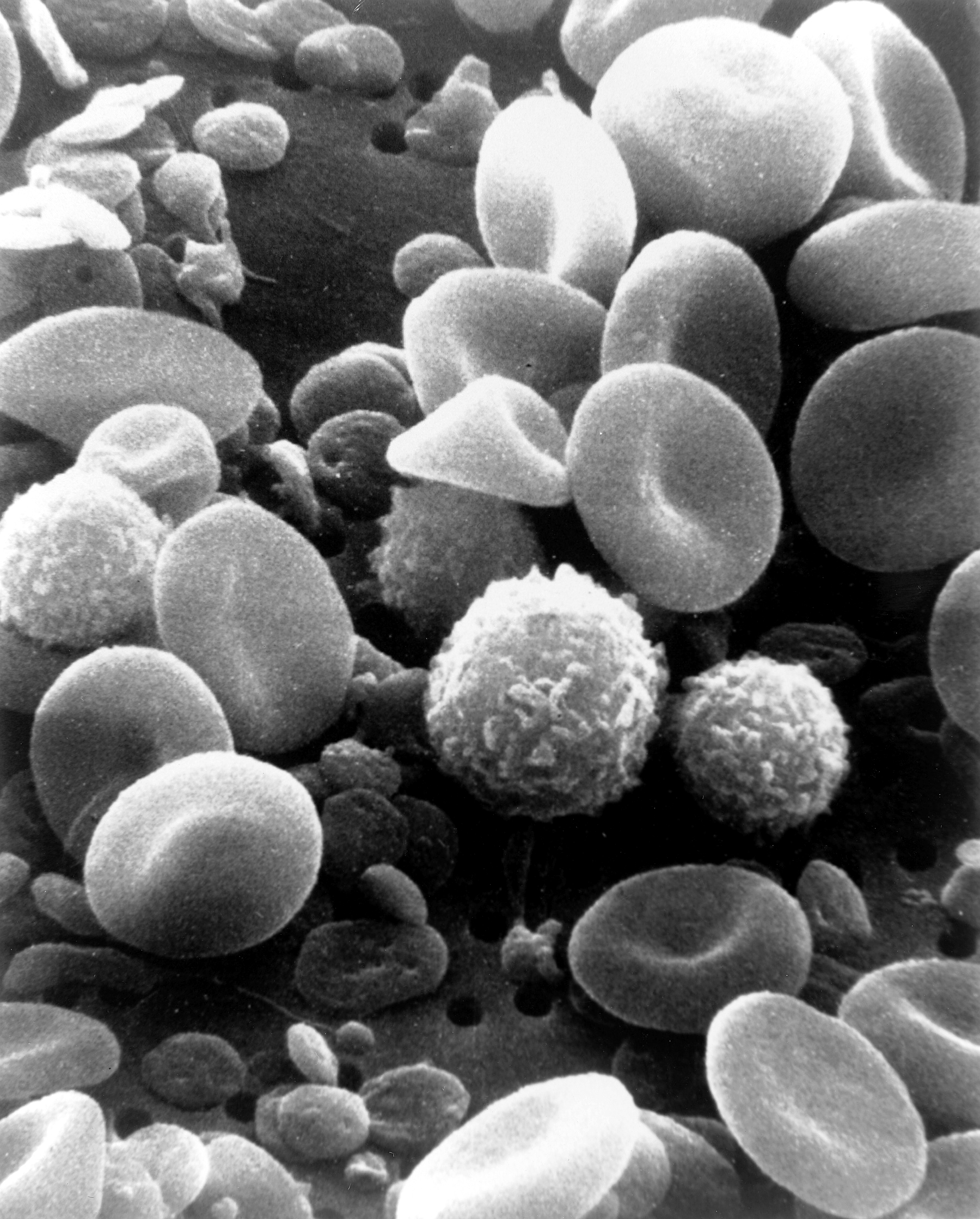
تصویر خون انسان در میکروسکوپ الکترونی. گویچه‌های سرخ، گویچه‌های سفید شامل لنفوسیتها، یک مونوسیت، یک نوتروفیل و پلاکتهای ریز دیسک شکل.

## شیوهٔ شمارش کامل خون
نمونه با کشیدن خون به داخل یک لولهٔ حاوی ضدانعقاد (به‌طور معمول EDTA) جمع‌آوری می‌شود تا لخته شدنِ طبیعی خون متوقف شود. خون معمولاً از یک سیاهرگ گرفته می‌شود، اما اگر این کار دشوار باشد، می‌توان از مویرگ‌ها یا انگشت در نوزادان جمع‌آوری شود. معمولاً تست کردن بر روی یک آنالیزگر خودکار انجام می‌شود، اما تکنیک‌های دستی مانند آزمایش اسمیر خون یا آزمایش هماتوکریت دستی را می‌توان برای بررسی نتایج غیر نرمال به کار برد. شمارش سلولی و اندازه‌گیری هموگلوبین به صورت دستی در آزمایشگاه‌های فاقد دسترسی به ابزارهای خودکار انجام می‌شود.
برای شمارش سلول‌های خونی، نیاز هست که نمونه را در لوله مخصوص شمارش سلول‌های خونی وارد شود. که این لوله‌ها یا به صورت خلاء هستند یا به صورت لوله‌های ساده می‌باشد. سلول‌های موجود در جریان گردش خون به‌طور کلی به سه نوع تقسیم می‌شوند که شامل سلول‌های سفید خون (لکوسیت)، سلول‌های قرمز خون (اریتروسیت) و پلاکتها (ترومبوسیت) شده و تعداد غیرطبیعی (بالا یا پایین) ممکن است حضور بیماری را نشان دهد و از این رو شمارش سلول‌های خونی جزو شایع‌ترین تست‌های انجام شده خون در پزشکی هستند و می‌توانند یک مرور کلی از وضعیت سلامت عمومی بیمار را فراهم نمایند. شمارش کامل گلبول‌های خون آزمایش غربالگری برای بیشتر بیماری‌ها مثل کم خونی‌ها، عفونت‌ها و اغلب بیماری‌های دیگر است.

### روش خودکار
بدین صورت است که روی آنالیزور، نمونه بهم زده می‌شود تا به‌طور یکنواخت سلول‌ها توزیع شوند، سپس رقیق و به حداقل دو کانال تقسیم می‌شود، که یکی از آن‌ها برای شمارش گلبول‌های قرمز و پلاکت‌ها، و دیگری برای شمارش گلبول‌های سفید و تعیین غلظت هموگلوبین استفاده می‌شود. برخی ابزارها هموگلوبین را در یک کانال جداگانه اندازه‌گیری می‌کنند و کانال‌های اضافی ممکن است برای شمارش افتراقی گلبول‌های سفید، شمارش رتیکولوسیت و اندازه‌گیری‌های تخصصی پلاکت‌ها بکار روند. سلول‌ها در جریان سیال معلق می‌شوند و خواص آن‌ها با عبور ازحسگرها توسط روشی به نام فلو سایتومتری اندازه‌گیری می‌شود. تمرکز هیدرودینامیک ممکن است برای جداسازی سلول‌های منفرد استفاده شود تا نتایج دقیق‌تری بدست آید: نمونه رقیق‌شده به جریانی از سیال با فشار پایین تزریق می‌شود، که باعث می‌شود سلول‌ها در نمونه از طریق جریان آرام در یک فایل قرار بگیرند.
برای اندازه‌گیری غلظت هموگلوبین، یک ماده شیمیایی معرف به نمونه اضافه می‌شود تا گلبول‌های قرمز را در کانالی جدا از آنچه برای شمارش گلبول‌های قرمز استفاده می‌شود، از بین ببرد. در آنالیزگرهایی که شمارش گلبول‌های سفید را در همان کانال اندازه‌گیری هموگلوبین انجام می‌دهند، این امر به گلبول‌های سفید اجازه می‌دهد که راحت‌تر شمارش شوند. آنالیزگرهای هماتولوژی، هموگلوبین را با استفاده از طیف‌سنجی نوری اندازه‌گیری می‌کنند که براساس رابطه خطی بین جذب نور و مقدار هموگلوبین موجود می‌باشد. مواد شیمیایی برای تبدیل اشکال مختلف هموگلوبین، مانند اکسی‌هموگلوبین و کربوکسی هموگلوبین، به یک شکل پایدار، معمولاً سیانومت هموگلوبین، و برای ایجاد یک تغییر رنگ دائمی به کار می‌روند. جذب رنگ حاصل، هنگامی که در طول‌موج خاصی معمولاً ۵۴۰ نانومتر اندازه‌گیری می‌شود با غلظت هموگلوبین مطابقت دارد.
حسگرها با استفاده از دو اصل اساسی، سلول‌ها را در نمونه شمارش و شناسایی می‌کنند: امپدانس الکتریکی و پراکندگی نور. شمارش سلولی مبتنی بر ایمپدانس براساس اصل کولتر عمل می‌کند: سلول‌ها در یک سیال حامل جریان الکتریکی معلق می‌شوند، و هنگامی که آن‌ها از یک دهانه یا روزنهٔ کوچک عبور می‌کنند، به دلیل رسانندگی الکتریکی ضعیف خود باعث کاهش جریان می‌شوند. دامنه پالس ولتاژ تولید شده به عنوان یک سلول از روزنه (دیافراگم) عبور می‌کند و با مقدار سیال جابجا شده توسط سلول و در نتیجه حجم سلول، مرتبط است. در حالی که تعداد کل پالس‌ها با تعداد سلول‌ها در نمونه مرتبط است. توزیع حجم‌های سلولی بر روی یک بافت‌نگار ترسیم می‌شود، و با تعیین آستانه‌های حجمی براساس اندازه‌های معمول هر نوع سلول، جمعیت‌های سلولی مختلف را می‌توان شناسایی و شمارش کرد.
در روش‌های پراکندگی نور، نور لیزر یا لامپ تنگستن-هالوژن به جریان سلول‌های خون جهت جمع‌آوری اطلاعات در مورد اندازه و ساختار آن‌ها تابش می‌شود. در این روش، نورسنج‌ها نشان می‌دهند که سلول‌ها در حین عبور از درون پرتوهای نور، آنها را به اطراف و زوایای مختلف پراکنده می‌کنند. پراکندگی رو به جلو، که به مقدار نور پراکنده‌شده در امتداد محور پرتو اشاره دارد، عمدتاً ناشی از پراش نور بوده و با اندازه سلول ارتباط دارد، در حالی که پراکندگی جانبی (‏نور پراکنده‌شده در زاویه ۹۰ درجه) ‏ناشی از بازتاب و شکست نور است و اطلاعاتی در مورد پیچیدگی سلولی فراهم می‌کند.
روش‌های مبتنی بر فرکانس رادیویی را می‌توان در ترکیب با امپدانس مورد استفاده قرار داد. این تکنیک‌ها بر روی همان اصل اندازه‌گیری وقفه در جریان هنگام عبور سلول‌ها از یک دیافراگم کار می‌کنند، اما از آنجا که جریان رادیویی فرکانس بالا به داخل سلول‌ها نفوذ می‌کند، دامنه پالس حاصل به عواملی مانند اندازه نسبی هسته، ساختار نوکلئوزوم، و مقدار ریزدانه‌ها در سیتوپلاسم مربوط می‌شود. گلبول‌های قرمز کوچک و بقایای سلولی، که از نظر اندازه شبیه پلاکت‌ها هستند، ممکن است در شمارش پلاکت‌ها تداخل ایجاد کنند، و نیز ممکن است پلاکت‌های بزرگ به درستی شمارش نشوند، بنابراین برخی از آنالیزورها از تکنیک‌های اضافی، نظیر رنگ‌آمیزی فلورسنت، پراکندگی نور چند زاویه‌ای و برچسب گذاری پادتن مونوکلونال برای اندازه‌گیری پلاکت‌ها استفاده می‌کنند.
اکثر آنالیزورها مستقیماً اندازه متوسط گلبول‌های قرمز خون را اندازه‌گیری می‌کنند، که حجم متوسط سلولی (‏MCV)‏ نامیده می‌شود، و هماتوکریت را با ضرب تعداد گلبول‌های قرمز خون در MCV محاسبه می‌کنند. برخی، هماتوکریت را با مقایسه حجم کل گلبول‌های قرمز خون با حجم خون نمونه‌گیری شده اندازه‌گیری می‌کنند و MCV را از هماتوکریت و تعداد گلبول‌های قرمز خون به دست می‌آورند. غلظت هموگلوبین، تعداد گلبول‌های قرمز و هماتوکریت برای محاسبه مقدار متوسط هموگلوبین در هر گلبول قرمز، یعنی میانگین هموگلوبین سلولی (‏MCH) ‏ و غلظت آن، غلظت سلولی هموگلوبین (‏MCHC) ‏استفاده می‌شود. برآورد دیگر، وسعت توزیع گلبول قرمز (‏RDW)‏، از انحراف معیار میانگین حجم سلول به دست می‌آید و منعکس‌کننده تغییرات در اندازه سلولی است.
گلبول‌های سفید پس از قرار گرفتن در معرض معرف‌ها، هنگامی که حجم آن‌ها بر روی هیستوگرام رسم می‌شود، سه قله مجزا را تشکیل می‌دهند. این پیک‌ها تقریباً با جمعیت‌های گرانولوسیت‌ها، لنفوسیت‌ها و دیگر سلول‌های تک هسته‌ای مطابقت دارند که اجازه می‌دهند تفاضلی سه بخشی صرفاً بر اساس حجم سلولی ایجاد شود. آنالیزگرهای پیشرفته‌تر از تکنیک‌های اضافی برای ایجاد یک تفاضل پنج تا هفت قسمتی استفاده می‌کنند، مانند پراکندگی نور یا تحلیل فرکانس رادیویی، یا استفاده از رنگ برای رنگ‌آمیزی مواد شیمیایی خاص در داخل سلول‌ها برای مثال، اسیدهای نوکلئیک، که در غلظت‌های بالاتر در سلول‌های نابالغ یافت می‌شوند یا میلو پراکسیداز، آنزیمی که در سلول‌های مغز استخوانی یافت می‌شود. ممکن است بازوفیل‌ها در یک کانال جداگانه شمارش شوند که در آن یک معرف گلبول‌های سفید دیگر را از بین می‌برد و بازوفیل‌ها را دست‌نخورده باقی می‌گذارد. داده‌های جمع‌آوری‌شده از این اندازه‌گیری‌ها بر روی یک نمودار نقطه‌ای تحلیل و ترسیم شده‌اند که در آن خوشه‌هایی را شکل می‌دهند که هر کدام با نوعی گلبول سفید مرتبط است. یکی دیگر از روش‌های خودکار شمارش افتراقی، استفاده از نرم‌افزار میکروسکوپ دیجیتال است، که از هوش مصنوعی برای طبقه‌بندی گلبول‌های سفید خون از ریزنگاری‌های لام خونی استفاده می‌کند. تصاویر سلولی به اپراتور انسانی نمایش داده می‌شوند که در صورت لزوم می‌تواند به صورت دستی سلول‌ها را مجدداً طبقه‌بندی کند.
بیشتر آنالیزرها در کم‌تر از یک دقیقه همه آزمایش‌های کامل خون را انجام دهند. از آنجایی که آنالیزورها تعداد زیادی سلول منفرد را نمونه‌گیری و شمارش می‌کنند، نتایج بسیار دقیق هستند. با این حال، برخی از سلول‌های غیرعادی ممکن است به درستی شناسایی نشوند، که نیاز به بررسی دستیِ نتایج ماشینی و شناسایی به وسیله روش‌های دیگر است که بتوان سلول‌های غیرعادی را شمارش کرد.

### آزمایش در بالین بیمار
آرمایش در بالین بیمار (یا آزمایش در نقطهٔ مراقبت) در خارج از محیط آزمایشگاه انجام می‌شود، مانند در کنار یک شخص یا در یک درمانگاه. این روش آزمایش سریع‌تر است و از خون کمتری نسبت به روش‌های مرسوم استفاده می‌کند و به پرسنل آموزش‌دیدهٔ خاصی نیاز ندارد، بنابراین در شرایط اضطراری و در مناطقی که دسترسی محدودی به منابع دارند مفید است. دستگاه‌های معمول مورد استفاده برای آزمایش خون‌شناسی در بالین بیمار شامل هموگلوبین‌متر، یک آنالیزور قابل‌حمل است که از طیف‌سنجی نوری برای اندازه‌گیری غلظت هموگلوبین نمونه استفاده می‌کند، و i-STAT، که با تخمین غلظت گلبول‌های قرمز از جریان خون، هموگلوبین خون را نتیجه می‌گیرد. هموگلوبین و هماتوکریت را می‌توان در دستگاه‌های نقطهٔ مراقبت طراحی شده برای آزمایش گاز خون شریانی اندازه‌گیری کرد، اما این اندازه‌گیری‌ها گاهی با اندازه‌گیری‌هایی که از طریق روش‌های استاندارد به دست می‌آیند همبستگی ضعیفی دارند. نسخه‌های ساده شده‌ای از آنالیزگرهای خون‌شناسی برای استفاده در درمانگاه‌ها طراحی شده‌اند که می‌توانند امکان شمارش کامل خون و شمارش افتراقی را فراهم کنند.

### دستی
زمانی که تجهیزات خودکار در دسترس نباشد یا نتایج آنالیزر نشان دهد که به تحقیقات بیشتری نیاز است، این آزمایش‌ها می‌توانند به صورت دستی انجام شوند. نتایج خودکار در ۱۰ تا ۲۵ درصد موارد برای بررسی دستی اسمیر خون علامت‌گذاری می‌شوند، که ممکن است به دلیل جمعیت سلول‌های غیرطبیعی باشد که آنالیزور نمی‌تواند به درستی آن‌ها را بشمارد، یا می‌تواند ناشی از موارد دیگری باشد همچون مسدود کننده‌های داخلی ایجاد شده توسط آنالیزور که نشان می‌دهد نتایج می‌توانند نادرست باشند،‏ یا نتایج عددی که خارج از آستانه‌های تنظیم قرار می‌گیرند. برای بررسی این مسائل، خون روی لام میکروسکوپ پخش شده و با رنگ رومانوفسکی رنگ آمیزی می‌شود و زیر میکروسکوپ بررسی می‌شود. ظاهر گلبول‌های قرمز و سفید و پلاکت‌ها ارزیابی می‌شود و ناهنجاری‌های کیفی در صورت وجود گزارش می‌شوند. تغییرات در ظاهر گلبول‌های قرمز می‌تواند اهمیت تشخیصی قابل‌توجهی داشته باشد به عنوان مثال، حضور سلول‌های داسی‌شکل نشان‌دهنده کم‌خونی داسی‌شکل است و تعداد زیادی از گلبول‌های قرمز تکه‌تکه شده (‏شیستوسیت‌ها)‏ نیاز به بررسی فوری دارند زیرا می‌توانند ناشی از کم‌خونی همولیتیک میکروآنژیوپاتیک باشند. در برخی شرایط التهابی و در اختلالات پاراپروتئین مانند میلوم متعدد، سطح بالای پروتئین در خون ممکن است باعث شود که گلبول‌های قرمز در کنار هم بر روی لام ظاهر شوند، که تشکیل رولو نامیده می‌شود. برخی از بیماری‌های انگلی مانند مالاریا و بابزیوز را می‌توان با یافتن ارگانیسم‌های مسبب در اسمیر خون و همچنین تخمین زدن تعداد پلاکت‌ها تشخیص داد که اگر شمارش پلاکت به صورت خودکار نتیجهٔ نادرستی داشته باشد، مفید خواهد بود.
برای انجام آزمایش افتراقی گلبول‌های سفید به صورت دستی، میکروسکوپ ۱۰۰ سلول را بر روی نمونه خون شمارش می‌کند و آن‌ها را براساس ظاهر طبقه‌بندی می‌کند. گاهی اوقات ۲۰۰ سلول شمارش می‌شوند. به این ترتیب درصد هر نوع گلبول سفید به دست می‌آید و با ضرب این درصدها در تعداد کل گلبول‌های سفید، حاصل تعداد مطلق هر نوع گلبول سفید خواهد بود. شمارش دستی در معرض خطای نمونه‌گیری است، زیرا تعداد کمی از سلول‌ها با آنالیز خودکار مقایسه می‌شوند، با این حال می‌تواند سلول‌های غیرطبیعی را شناسایی کند که آنالیزورها نمی‌توانند، مانند سلول‌های بلاست که در لوسمی حاد دیده می‌شود. نشانه‌های مهم بالینی مانند گرانولاسیون سمی و واکوئلاسیون سمی نیز می‌تواند از بررسی میکروسکوپی گلبول‌های سفید مشخص شود.
هماتوکریت را می‌توان به صورت دستی با پر کردن یک لوله مویین با خون، سانتریفیوژ کردن آن، و اندازه‌گیری درصد خونی که از گلبول‌های قرمز تشکیل شده‌است، انجام شود. این امر در شرایطی که باعث نادرستیِ نتایج آزمایش خودکار می‌شود، مفید است؛ مانند افزایش غلظت خون (‏تعداد گلبول قرمز بسیار بالا)‏ یا لکوسیتوز شدید (‏تعداد گلبول سفید بسیار بالا، که با اندازه‌گیری گلبول‌های قرمز تداخل می‌کند و باعث می‌شود گلبول‌های سفید به عنوان گلبول‌های قرمز شمارش شوند)‏.
گلبول‌های قرمز و سفید و پلاکت‌ها را می‌توان با استفاده از هموسیتومتر شمارش کرد. هموسیتومتر یک اسلاید شیشه‌ای جهت بررسی میکروسکوپی است که حاوی ساختار شبکه‌ایِ دقیق و مدرج برای شمارش خون بوده که حجم مشخصی از خون رقیق‌شده را در خود جای می‌دهد. سلول‌های مشاهده شده در ساختار شبکه‌ای شمارش شده و بر حجم خون بررسی شده تقسیم می‌شوند، این تعداد از روی مربع‌های حک شده روی شبکه شمارش می‌شود تا غلظت سلول‌ها در کل نمونه بدست آید. شمارش دستی سلول‌ها در مقایسه با روش‌های خودکار، کاری فشرده و غیردقیق است، بنابراین جز در آزمایشگاه‌هایی که به آنالیزگرهای خودکار دسترسی ندارند، به ندرت مورد استفاده قرار می‌گیرد. برای شمارش گلبول‌های سفید، نمونه با استفاده از مایعی که حاوی ترکیبی است که گلبول‌های قرمز را تجزیه می‌کند مانند آمونیوم اکسالات، اسید استیک یا اسید هیدروکلریک، رقیق می‌شود. گاهی اوقات ماده‌ای به رقیق‌کننده اضافه می‌شود که هستهٔ گلبول‌های سفید را برجسته می‌کند که باعث آسان‌تر شدن تشخیص آنان می‌شود. شمارش دستی پلاکت‌ها نیز به شیوه‌ای مشابه انجام می‌شود، اگر چه برخی روش‌ها گلبول‌های قرمز خون را دست‌نخورده باقی می‌گذارند. استفاده از میکروسکوپ فاز کنتراست به جای میکروسکوپ نوری، شناسایی پلاکت‌ها را آسان‌تر می‌کند. شمارش دستی گلبول‌های قرمز به ندرت انجام می‌شود، زیرا دقیق نیست و روش‌های دیگری مانند هموگلوبینومتری و هماتوکریت دستی برای ارزیابی گلبول‌های قرمز موجود است؛ اما در صورت لزوم می‌توان گلبول‌های قرمز را در خونی که با سالین رقیق شده‌است، شمارش نمود.
هموگلوبین را می‌توان به صورت دستی با استفاده از یک اسپکتروفوتومتر یا رنگ‌سنج اندازه‌گیری کرد. برای اندازه‌گیری دستی هموگلوبین، نمونه با استفاده از معرف‌های نابود کنندهٔ گلبول‌های قرمز رقیق می‌شود تا هموگلوبین آزاد شود. مواد شیمیایی دیگر برای تبدیل انواع مختلف هموگلوبین به یک شکل به کار می‌روند که امکان اندازه‌گیری آسان آن را فراهم می‌کند. سپس محلول در کووت اندازه‌گیری قرار داده می‌شود میزان جذب در طول موج مشخصی اندازه‌گیری می‌شود که بستگی به نوع معرف مورد استفاده دارد. یک استاندارد مرجع حاوی مقدار مشخصی از هموگلوبین برای تعیین رابطهٔ بین جذب و غلظت هموگلوبین استفاده می‌شود، که اجازه می‌دهد میزان هموگلوبین نمونه اندازه‌گیری شود.
در مناطق روستایی و کم‌برخوردار، آزمایش‌های موجود باتوجه به دسترسی به تجهیزات و پرسنل محدود می‌شود. در مراکز مراقبت‌های اولیه در این مناطق، آزمایش ممکن است محدود به بررسی ریخت‌شناسی سلول قرمز و اندازه‌گیری دستی هموگلوبین باشد، در حالی که آزمایش‌های پیچیده‌تر مانند شمارش دستی سلول و آزمایش افتراقی، و گاهی اوقات شمارش خودکار سلول، در آزمایشگاه‌های آن ناحیه انجام می‌شوند. بیمارستان‌های منطقه‌ای و استانی و مراکز دانشگاهی معمولاً به دستگاه‌های آنالیز خودکار دسترسی دارند. در جایی که امکانات آزمایشگاهی در دسترس نیست، می‌توان با قرار دادن یک قطره خون بر روی یک نوع کاغذ جاذب استاندارد و مقایسه آن با یک مقیاس رنگی، تخمینی از غلظت هموگلوبین به دست آورد.

### کنترل کیفیت
آنالیزگرهای خودکار باید مرتباً کالیبره شوند. اکثر سازندگان خون حفظ‌شده را با پارامترهای تعریف‌شده فراهم می‌کنند و اگر نتایج خارج از آستانه تعیین شده باشد، آنالیزگرها تنظیم می‌شوند. برای اطمینان از اینکه نتایج همچنان دقیق هستند، نمونه‌های کنترل کیفیت، که معمولاً توسط سازندهٔ ابزار ارائه می‌شوند، حداقل یک‌بار در روز آزمایش می‌شوند. نمونه‌ها برای ارائه نتایج خاص فرمول‌بندی می‌شوند و آزمایشگاه‌ها نتایج خود را با مقادیر شناخته‌شده مقایسه می‌کنند تا اطمینان حاصل کنند که ابزار به درستی کار می‌کند.برای آزمایشگاه‌هایی که به مواد کنترل کیفی تجاری دسترسی ندارند، یک سازمان نظارتی هندی توصیه می‌کند نمونه‌های بیمار را به صورت تکراری اجرا کرده و نتایج را با هم مقایسه کنید. اندازه‌گیری میانگین متحرک، که در آن نتایج میانگین برای نمونه‌های بیمار در فواصل زمانی تعیین‌شده اندازه‌گیری می‌شوند، می‌تواند به عنوان یک تکنیک کنترل کیفیت اضافی مورد استفاده قرار گیرد. با فرض اینکه ویژگی‌های جمعیت بیمار در طول زمان تقریباً یکسان باقی بماند، میانگین باید ثابت باشد؛ تغییرات زیاد در مقدار میانگین می‌تواند بیانگر مشکلات ابزار باشد. مقادیر MCHC در این زمینه بسیار مفید هستند.
علاوه بر تجزیه و تحلیل نمونه‌های کنترل کیفیت داخلی با نتایج شناخته‌شده، آزمایشگاه‌ها ممکن است نمونه‌های ارزیابی کیفیت خارجی را از سازمان‌های نظارتی دریافت کنند. در حالی که هدف از کنترل کیفیت داخلی اطمینان از بازتولیدپذیری نتایج آنالیزگر در یک آزمایشگاه خاص است، ارزیابی کیفیت خارجی تأیید می‌کند که نتایج آزمایشگاه‌های مختلف با یکدیگر و با مقادیر هدف سازگار هستند. نتایج مورد انتظار برای نمونه‌های ارزیابی کیفیت خارجی به آزمایشگاه فاش نمی‌شوند.‏ برنامه‌های ارزیابی کیفیت خارجی به‌طور گسترده‌ای در آمریکای شمالی و اروپای غربی مورد استفاده قرار گرفته‌اند؛ و آزمایشگاه‌ها اغلب در این برنامه‌ها جهت اعتباربخشی به خود شرکت می‌کنند.‏ مسائل لجستیکی ممکن است اجرای طرح‌های ارزیابی کیفیت خارجی را برای آزمایشگاه‌های مناطق کم‌برخوردار دشوار کند.

## آزمایش‌های شامل شده
آزمایش کامل خون مقادیر پلاکت‌ها و گلبول‌های قرمز و سفید را همراه با مقادیر هموگلوبین و هماتوکریت اندازه‌گیری می‌کند. شاخص‌های گلبول قرمز - MCV, MCH و MCHC - که اندازهٔ گلبول‌های قرمز و مقدار هموگلوبین آن‌ها را توصیف می‌کنند، همراه با پهنای توزیع گلبول‌های قرمز (‏RDW) ‏گزارش می‌شوند، که مقدار تغییرات در اندازهٔ گلبول‌های قرمز را محاسبه می‌کند. شمارش افتراقی گلبول‌های سفید که انواع مختلف گلبول‌های سفید را شمارش می‌کند، ممکن است انجام شود و گاهی اوقات شمارش گلبول‌های قرمز نابالغ (‏رتیکولوسیت) ‏نیز شامل می‌شود.

### گلبول‌های قرمز، هموگلوبین و هماتوکریت
گلبول‌های قرمز خون اکسیژن را از شش‌ها به بافت‌ها می‌رسانند و در بازگشت، کربن دی‌اکسید را به شش‌ها جهت بازدم منتقل می‌کنند. این امر توسط هموگلوبین سلول‌ها انجام می‌شوند. این آنالیزور سلول‌های قرمز را شمارش می‌کند و نتیجه را در واحدهای ۱۰۶ سلول در هر میکرولیتر خون (‏× 106/μL)‏یا 1012 سلول در هر لیتر (‏× 1012/L) ‏گزارش می‌دهد و اندازه متوسط آن را اندازه‌گیری کرده که حجم متوسط سلولی نامیده می‌شود، و در فمتوثانیه یا میکرومتر مکعب بیان می‌شود. با ضرب میانگین حجم سلول در تعداد گلبول‌های قرمز، هماتوکریت (‏HCT) ‏یا حجم فشردهٔ سلولی (‏PCV)‏، اندازهٔ درصد خونی که از گلبول‌های قرمز خون تشکیل شده، بدست می‌آید. همچنین هنگامی که هماتوکریت به‌طور مستقیم انجام می‌شود، حجم متوسط سلولی ممکن است از روی هماتوکریت و تعداد گلبول‌های قرمز محاسبه شود. اندازه‌گیری هموگلوبین، پس از تجزیه شدن گلبول‌های قرمز است که معمولاً در واحدهای گرم در لیتر (g/L)‏ یا گرم در دسی لیتر (‏g/dL)‏ گزارش می‌شود. با فرض طبیعی بودن گلبول‌های قرمز، رابطهٔ ثابتی بین هموگلوبین و هماتوکریت وجود دارد: درصد هماتوکریت تقریباً سه برابر بیشتر از مقدار هموگلوبین (g/dL، به اضافه یا منهای سه) است. این رابطه که قانون سه نامیده می‌شود، می‌تواند برای تأیید درستی نتایج شمارش کامل خون استفاده گردد.
دو ارزیابی دیگر از گلبول‌های قرمز، یعنی غلظت هموگلوبین و هماتوکریت محاسبه می‌شوند: میانگین هموگلوبین سلولی (MCH) و میانگین غلظت هموگلوبین بدن (MCHC). این پارامترها محتوای هموگلوبین هر گلبول قرمز را توصیف می‌کنند. MCH و MCHC می‌توانند گیج کننده باشند. در اصل MCH اندازه‌گیری میانگین مقدار هموگلوبین در هر گلبول قرمز است. MCHC به معنی اندازه‌گیری میزان هموگلوبین در واحد حجم، در یک گلبول قرمز خون است. در واقع MCH اندازه گلبول‌های قرمز را در نظر نمی‌گیرد در حالی که MCHC این کار را می‌کند. در مجموع، MCV, MCH و MCHC به عنوان شاخص‌های گلبول قرمز شناخته می‌شوند. تغییرات در این شاخص‌ها در اسمیر خون قابل مشاهده است: گلبول‌های قرمز که به‌طور غیرطبیعی بزرگ یا کوچک هستند را می‌توان با مقایسه با اندازهٔ گلبول‌های سفید شناسایی کرد، همچنین سلول‌های با غلظت هموگلوبین کم، رنگ‌پریده به نظر می‌رسند. پارامتر دیگری از اندازه‌گیری‌های اولیه گلبول‌های قرمز محاسبه می‌شود: پهنای توزیع گلبول‌های قرمز یا RDW، که نشان‌دهنده میزان تنوع در اندازهٔ سلول‌ها است.
پایین بودن غیرطبیعیِ هموگلوبین، هماتوکریت یا تعداد گلبول‌های قرمز نشان‌دهنده کم‌خونی است. کم‌خونی به تنهایی یک تشخیص نیست، اما به یک بیماری زمینه‌ای اشاره می‌کند که گلبول‌های قرمز خون فرد را تحت تأثیر قرار می‌دهد. علل معمول کم‌خونی شامل از دست دادن خون، تولید گلبول‌های قرمز معیوب (اریتروپویزیس ناکارآمد)، کاهش تولید گلبول‌های قرمز (اریتروپویزیس ناکافی) و افزایش تخریب گلبول‌های قرمز (کم‌خونی همولیتیک) می‌شوند. کم‌خونی توانایی خون برای حمل اکسیژن را کاهش می‌دهد و باعث ایجاد علائمی مانند خستگی و تنگی نفس می‌شود. اگر سطح هموگلوبین فرد بر اساس شرایط بالینی پایین‌تر از آستانه قرار گیرد، ممکن است نیاز به تزریق خون باشد.
افزایش تعداد گلبول‌های قرمز که معمولاً منجر به افزایش هموگلوبین و هماتوکریت می‌شود، پلی سیتمی نامیده می‌شود. کم‌آبی بدن یا استفاده از ادرارآورها می‌تواند با کاهش مقدار پلاسما در مقایسه با گلبول‌های قرمز باعث پلی سیتمی «نسبی» شود. افزایش واقعی در تعداد گلبول‌های قرمز خون که پلی سیتمی مطلق نامیده می‌شود، زمانی رخ می‌دهد که بدن گلبول‌های قرمز بیشتری تولید می‌کند تا سطوح پایین اکسیژن مزمن را در شرایطی مانند بیماری‌های ریوی یا قلبی جبران کند، یا زمانی که فرد دارای سطوح بالای غیرطبیعی اریتروپوییتین باشد، هورمونی که تولید گلبول‌های قرمز را تحریک می‌کند. در پلی سیتمی ورا، مغز استخوان گلبول‌های قرمز و سایر سلول‌های خونی را با سرعت بسیار بالایی تولید می‌کند.

## تعداد گلبولهای سفید
شمارش تعداد گلبول‌های سفید در حجم معینی از خون که افزایش یا کاهش آن قابل توجه است.
میزان طبیعی گلبول‌های سفید ۴۵۰۰ الی ۱۰۰۰۰ گلبول سفید در هر میکرولیتر(LCM) است.
لکوپنی یا پایین آمدن گلبول‌های سفید که در موارد زیر ایجاد می‌شود: نارسایی مغز استخوان (برای مثال ناشی از عفونت، تومور)، بیماری‌های واسکولار-کلاژنی (مثل لوپوس)، بیماری‌های کبدی و طحال و رادیوتراپی.
لکوسیتوز یا بالا رفتن گلبول‌های سفید که در موارد زیر دیده می‌شود:بیماری‌های عفونی (مثل مونونوکلئوز عفونی)، بیماری‌های التهابی (مثل آرتریت رماتوئید و آلرژی)، لوسمی یا سرطان خون، استرس شدید روحی یا فیزیکی و آسیب بافتی (سوختگی شدید)

## شمارش افتراقی گلبول‌های سفید
انواع مختلف گلبول سفید وجود دارد که هر نوع آن عملکرد معینی داشته و بدن ما را در برابر تهاجمات خاصی حفاظت می‌کنند. لوکوسیت‌ها بر اساس حضور یا عدم حضور گرانول‌های اختصاصی در سیتوپلاسم خود به دو دسته گرانولوسیت‌ها (دانه‌دارها) و آگرانولوسیت‌ها (بدون دانه‌ها) تقسیم می‌شوند. گرانولوسیت‌ها بر اساس رنگ‌پذیری گرانول‌های اختصاصی به سه دسته نوتروفیل‌ها، اائوزینوفیل‌ها و بازوفیل‌ها تقسیم می‌گردند.
گرانولوسیت‌ها یا پلی مورفونوکلئرها (sPMN)
درسیتوپلاسم این نوع گلبول هسته‌های گرانول وجود دارد. گرانولوسیت‌ها به سه گروه تقسیم می‌شوند که عبارتند از:
نوتروفیل گرانولوسیت Neutrophil granulocytes
ائوزینوفیل گرانولوسیت Eosinophil granulocytes
بازوفیل گرانولوسیت Basophil granulocytes
نوتروفیل‌ها ۵۰ الی ۶۰ درصد کل گلبول‌های سفید جاری در خون را شامل می‌شوند. در هر لیتر خون پنج میلیارد عدد نوتروفیل موجود است.
قطر آن‌ها ۵ میکرومتر و طول عمری ۵ روزه دارند. آن‌ها به محض دریافت سیگنال به طرف منطقه عفونت حمله می‌کنند. آن‌ها فاگوسیت‌های متخصص هستند و مهاجمان را خورده و به دور آن‌ها آنتی‌بادی و کمپلمان می‌پیچند و آن‌ها را خورد و ریز می‌کنند.
ائوزینوفیل Eosinophil granulocytes
این گلبول‌ها هسته ۲ الی ۴ قطعه ای دارند. تعداد هسته‌های آن‌ها متفاوت است چون در جریان خون آن‌ها تمایل به آزاد کردن هسته دارند. ایزونوفیل‌ها نقش قاطعی در از بین بردن انگل‌ها دارند(نماتودهای روده ای). گرانول‌های هسته این گلبول‌ها داری پروتئینی سمی ویژه ای و کاتیونی فعال هستند و از طریق گیرنده‌های ویژه ای به IgE جهت از بین بردن پارازیتها متصل می‌شوند. آن‌ها آنتی‌ژن‌های اختصاصی دارند که می‌توانند عملکرد دیگر سلول‌های ایمنی را تنظیم کنند
برای مثال عملکرد
CD4+ T cell, dendritic cell, B cell, mast cell, neutrophil, and basophil
آن‌ها در از بین بردن سلول‌های سرطانی نقش ویژه دارند همچنین در ترمیم بافت‌های آسیب دیده کمک می‌کنند.
یک ماده شیمیایی به نام اینترلوکین ۵ برایزونوفیل‌ها اثر گذاشته و منجر به رشد افتراقی آن‌ها می‌شود.
بازوفیل Basophil granulocytes
بازوفیل‌ها کمترین گلبول سفید در مغز استخوان و خون است (حداقل ۲ درصد از سلول‌ها) و مثل نوتروفیل‌ها و ائوزینوفیل‌ها آن‌ها نیز هسته‌های چند قطعه ای دارند. البته آن‌ها دارای یک یا دو قطعه بیش نیستند. و فیلامنت کروماتین در آن‌ها قابل رویت نیست. بازوفیل‌ها گیرنده‌هایی دارند که به IgE و IgG و کمپلمان‌ها می‌چسبند.
دانه‌های سیتوپلاسم بازوفیل‌ها حاوی مواد متعددی مانند هیستامین، پروتئوگلیکان (مانندهپارین و کندروایتین) و آنزیم‌های پروتئولیتیک (مانند الاستاز و لیزوفسفولیپاز) هستند که نقش مهمی در واکنش‌های التهابی دارند. آزاد شدن هیستامین در خون باعث ایجاد علائم حساسیت (آلرژی) ازجمله التهاب، قرمزی، خارش و مخصوصاً کهیر می‌گردد. هنگامی که در بدن عفونتی اتفاق می‌افتد بازوفیل‌ها از مغز استخوان آزادشده و به سمت محل عفونی حرکت می‌کنند در آنجا بر اثر آسیب گرانول‌های درون سیتوپلاسم آزاد می‌شود و در واکنش‌های التهابی شرکت می‌کنند. هیستامین باعث افزایش نفوذپذیری مویرگها و افزایش جریان خون آن‌ها می‌شود. بازوفیل‌های آسیب دیده و سایر گلبول‌های سفید موادی به نام پروستاگلاندین از خود ترشح می‌کنند که باعث افزایش جریان خون به منطقه عفونی می‌شود. در هر دو جریان ذکر شده منجر به رسیدن لخته پلاکتی به محل عفونی شده و از گسترش عفونت جلوگیری می‌شود. همچنین افزایش نفوذپذیری مویرگ‌ها منجر به افزایش هجوم فاگوسیت‌ها به محل عفونی شده و به از بین بردن باکتری‌ها کمک می‌کند.